# Абу Бакр Јунис Џабер
Абу Бакр Јунис Џабер (Џало, Либија, 1940 — Сирт, 20. октобар 2011) био је либијски генерал-мајор, секретар Општег привременог комитета за одбрану и главнокомандујући оружаних снага Либијске Џамахирије.

## Биографија
Генерал-мајор Абу Бакр Јунис Џабер се школовао на Војној академији у Бенгазију, заједно у класи са војником Муамером ел Гадафијем. Касније, обојица су припадали Покрету слободних официра који је 1. септембра 1969. године збацио са власти либијског краља Идриса и у државном преврату без крвопролића довео на власт 27-годишњег капетана Муамера ел Гадафија.
Абу Бакр Јунис Џабер се налазио на челу либијске војске још од 1970-их година и био је један од 12 чланова Револуционарног командног савјета на чијем челу се налазио Муамер ел Гадафи. Обављао је дужност секретара Општег привременог комитета за одбрану и био је главни командант „наоружаног народа“.
Током рата у Либији до последњег је остао на страни гадафиста.
20. октобра 2011. убијен је заједно са Моамером Гадафијем у Сирту.